# Basilica Palatina di Costantino

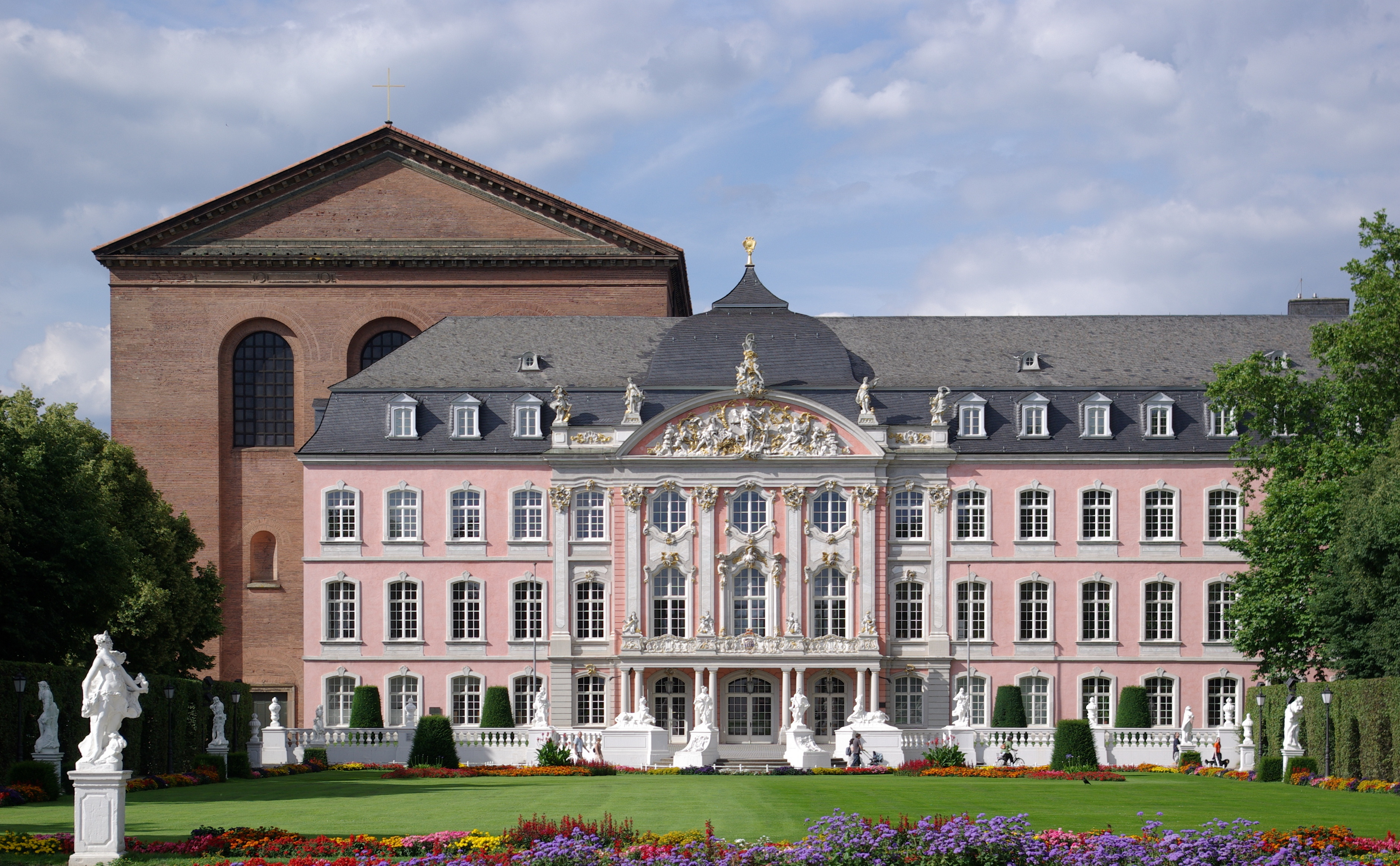
Veduta della facciata accanto al Palazzo del Principe Elettore

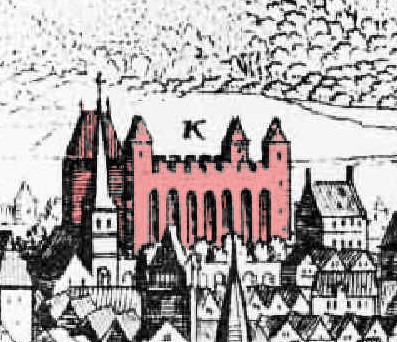
Fortezza dell'Elettore nella Basilica di Costantino (del 1000 circa), contrassegnato a colori.

La basilica palatina di Costantino (in tedesco: Konstantinbasilika, come luogo di culto: Chiesa del Redentore), anche conosciuta col nome di Aula palatina, è una basilica palatina romana che si trova ad Augusta Treverorum (oggi Treviri, in Germania). All'epoca in cui fu costruita (IV secolo) era la più vasta basilica ad unica aula coperta ed è anche l'unica del genere ad essere pervenuta integra fino ai giorni nostri.
L'interno misura 67 metri di lunghezza, 27,20 di larghezza ed è alto 33 metri di altezza. Essa fa parte del complesso dei beni patrimonio dell'umanità di Treviri, così inserito nell'elenco dei patrimoni dell'umanità dall'UNESCO nel 1986.

## Storia
La basilica venne fatta costruire dall'imperatore romano Costantino I all'inizio del IV secolo, negli anni 305–311, nell'allora gallica, oggi Treviri tedesca, in qualità di co-imperatore responsabile della Gallia e della Britannia, ed inizialmente era destinata a fungere da sala del trono. La grandezza e lo splendore della costruzione dovevano testimoniare il potere dell'autorità imperiale nella travagliata regione germanica. A causa del tumulto della Guerra civile romana (306-324), la costruzione fu probabilmente completata sotto Graziano nel 379. Non si conoscono le date di edificazione esatte, ma si è scoperto da scavi archeologici che le fondamenta vennero costruite su edifici preesistenti (forse la sede del procuratore imperiale), e che l'aula non si trovava isolata come lo è adesso, anzi faceva parte del quartiere del palazzo imperiale, con numerosi altri edifici. 
Questa Aula regia che dal punto di vista architettonico è un'aula e non una basilica a più navate e colonnata, superava per dimensioni quella della Domus Flavia, che probabilmente ne era il modello funzionale. Nel Medioevo (intorno all'anno 1000) la basilica di Costantino venne donata all'arcivescovo di Treviri e fu integrata nel castello degli elettori di Treviri, tanto da essere conservata fino ai giorni nostri. Prendendo l'esempio di questa "aula Regia" furono costruite nel Medioevo numerose sale nei castelli e palazzi (regge) degli Imperatori del Sacro Romano Impero, i “Palazzi Imperiali” (Kaiserpfalz del Sacro Romano Impero).
Lothar von Metternich costruì nel XVIII secolo proprio a ridosso della basilica il Palazzo del Principe Elettore, che comportò la riduzione del muro est e sud della Basilica. Per poter costruire un palazzo residenziale contemporaneo in stile rinascimentale, dal 1614 fece demolire il muro orientale e gran parte del muro meridionale del Palatium oltre alle aggiunte e agli impianti medievali. Il muro ovest divenne il muro esterno del palazzo, l'abside rimase per il momento una sorta di torre residenziale. Come l'Elettore Johann Philipp von Walderdorff (1756–1768) subito dopo il suo insediamento incaricò il suo architetto di corte Johannes Seiz di eseguire un restauro in stile tardo barocco (rococò), i piani prevedevano anche una riprogettazione o la demolizione dell'abside. Ma questi non furono realizzati. Fu però costruita la nuova ala sud con la famosa scalinata. Poiché questo fu classificato come meritevole di conservazione anche cento anni dopo, quando la basilica fu ricostruita, questa trasformazione impedì infine la completa scoperta della facciata meridionale della basilica e la costruzione di un vestibolo. Si può tuttavia presumere che gli ultimi resti romani prima o poi sarebbero caduti vittima del piccone. La Rivoluzione francese e la secolarizzazione che l’accompagnò probabilmente lo hanno impedito. Solo dopo lo scioglimento dell'elettorato nel 1803 l'aula fu restaurata dal 1844 al 1856.
La basilica venne restaurata secondo le forme originarie da Federico Guglielmo IV di Prussia, su progetto del colonnello Carl Schnitzler. La basilica dal 1856 è in comodato eterno alla Chiesa evangelica, mentre la proprietà è restata della Regione Renania-Palatinato. Durante la seconda guerra mondiale l'edificio subì un grave incendio nel 1944, in seguito al quale furono approntati numerosi lavori di restauro.

## Descrizione

### Architettura
Esternamente la basilica si presenta oggi con le pareti prive di qualsiasi contrafforte esterno. Una novità fu la decorazione esterna con una serie di alte arcate cieche, nelle quali si aprono due livelli di finestrato. Questo motivo, che rompe con la tradizione delle pareti lisce, è presente sulle due pareti laterali e sull'abside. Vicino alle finestre si trovano anche tracce di decorazioni a stucco originarie. Anticamente vi correvano intorno due ballatoi, che spezzavano il ritmo ascensionale delle lesene. Attorno all'edificio si trovavano due bassi peristili a “U”, che abbracciavano simmetricamente i lati dell'edificio.
Oggi l'esterno della basilica appare in ottime condizioni, ma è frutto di restauri e di puliture dei mattoni avvenute in varie epoche.
Attraverso un nartece disposto trasversalmente (forse dotato di abside) si accedeva all'interno, a navata unica. La sala vera e propria misurava 200x100 piedi romani, ovvero 58x29 metri, illuminata dalla doppia fila di finestre ad arco e terminata dall'abside semicircolare dove riprendeva la stessa doppia fila di finestre, anche se queste ultime hanno un'altezza e dimensione diverse, per via di raffinate correzioni ottiche. L'abside è inquadrata da un poderoso arco trionfale, sul quale ha inizio una serie di nicchie semicircolari che proseguono lungo l'abside. L'interno era decorato da marmi preziosi e da statue nelle nicchie. La spazialità nell'insieme è movimentata dalle finestre e dalle nicchie, ma nel complesso prevale la sensazione del grandioso volume interno, poderoso e immoto, con precisi rapporti di equilibrio. Le scelte architettoniche sono in un certo senso comparabili con il gusto per le masse geometricamente definite proprio della scultura di quei tempi.
L'interno presentava rivestimenti parietali di pregio: navata e abside avevano rivestimenti pavimentali e parietali in lastre di marmo intarsiate (opus sectile) fino all'altezza delle cornici superiori delle finestre, di cui restano resti e soprattutto i fori nel ferro le parentesi sono state conservate. Seguirono poi gli stucchi fino al soffitto a sbalzo, probabilmente non dissimile dall'attuale soffitto a cassettoni, installato nel 1955.
Sia il pavimento che le pareti avevano un sistema di riscaldamento a ipocausti: sotto al pavimento, composto da due livelli, esistevano quattro fornaci, dalle quali l'aria calda correva in un sistema di tubature nella muratura.
Una aula più piccola, a forma di sala, nel Palazzo Sessoriano di Roma fu trasformata nella Basilica di Santa Croce in Gerusalemme dalla madre di Costantino, Elena.
Annessa alla chiesa vi è la sala Caspar-Olevian, nella quale viene celebrato il culto giornaliero e che è utilizzata come sala prove per il coro della basilica.

### Organi a canne

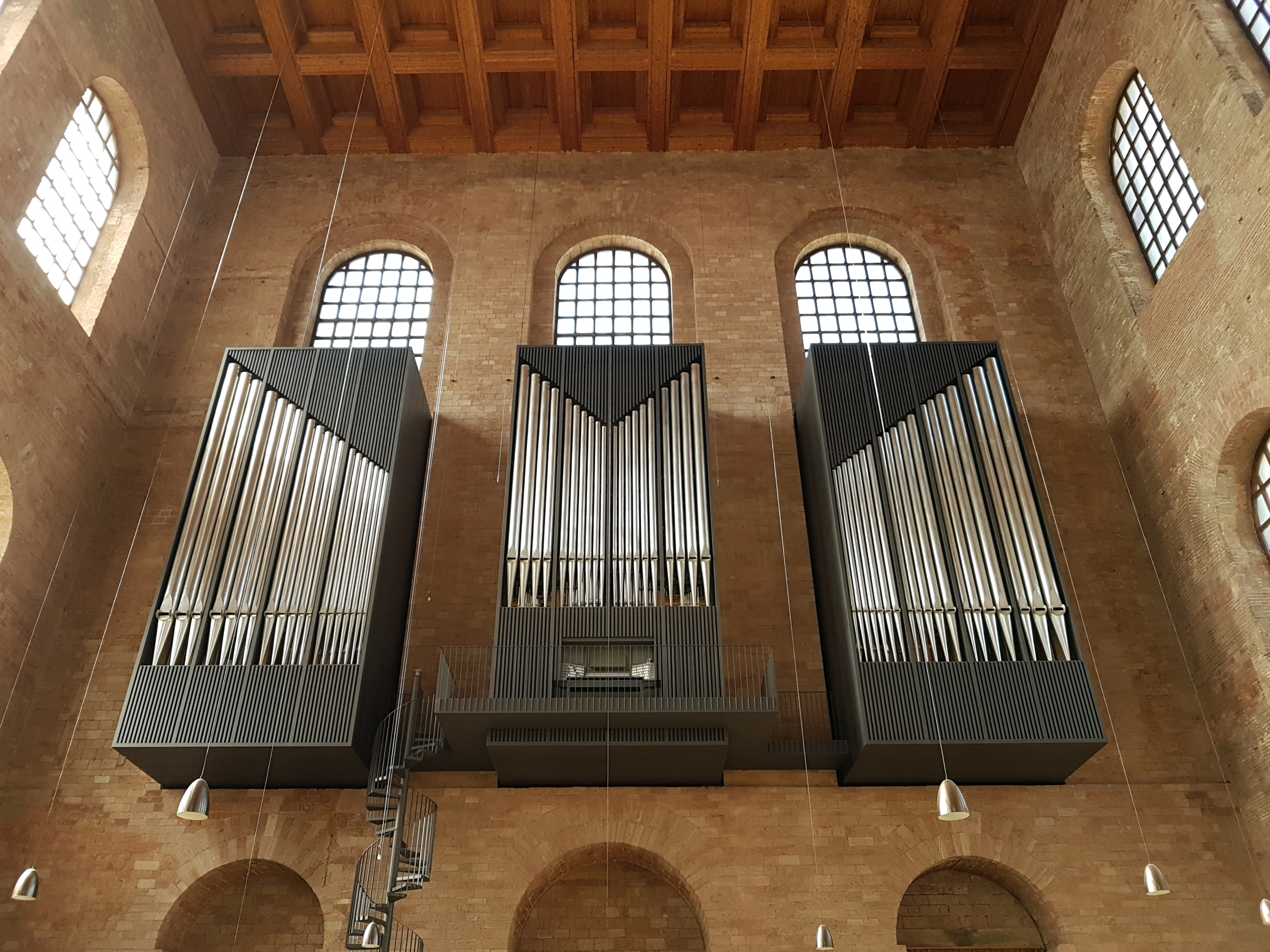
L'organo maggiore Eule opus 664 (2014)

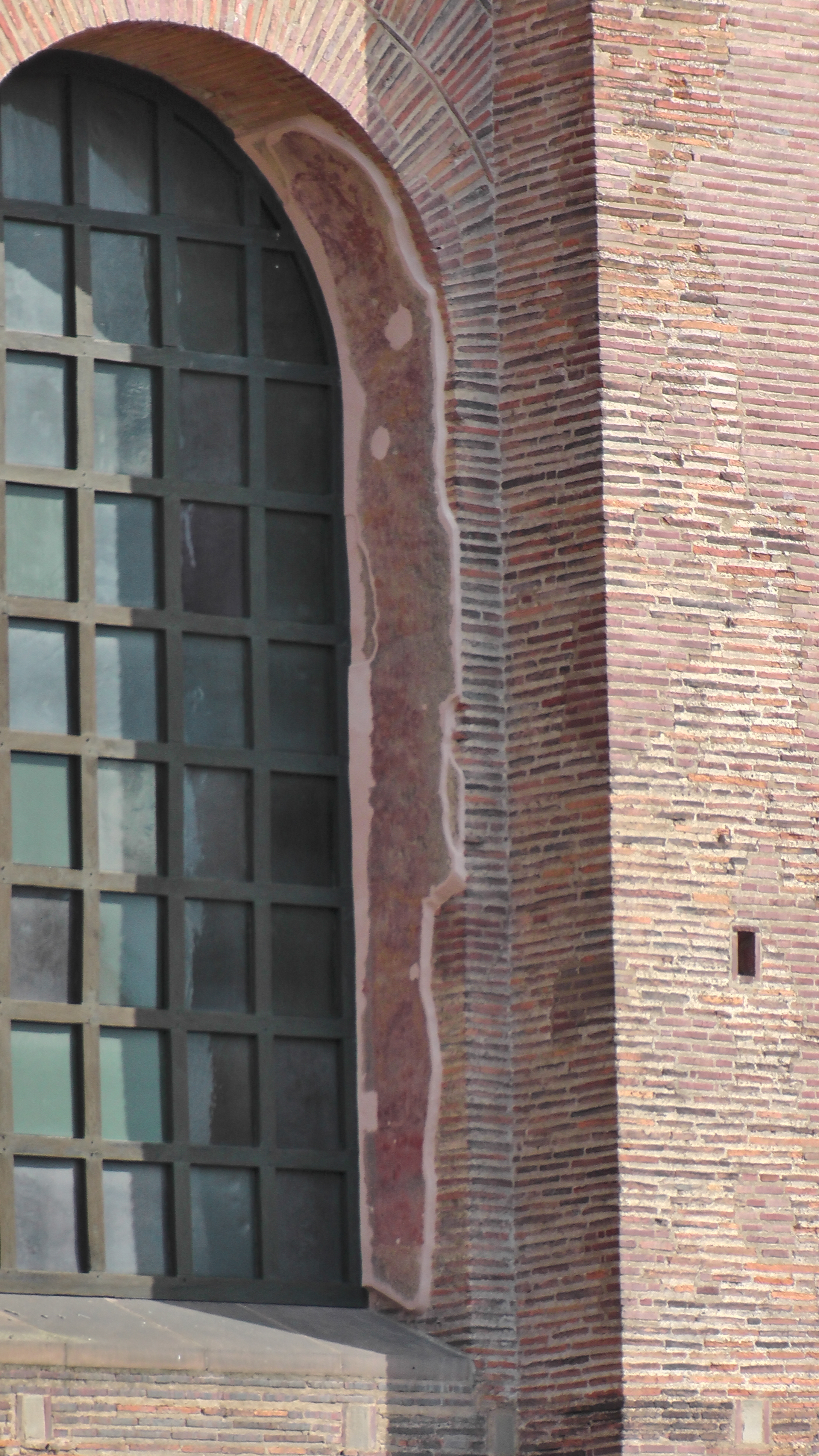
Antichi resti di intonaco all'esterno della parete ovest

Un primo organo a canne, dopo la cessione dell'edificio alla Chiesa evangelica, venne realizzato nel 1865 dai fratelli Ibach, poi ricostruito da Friederich Weigle nel 1913; al momento della sua distruzione a causa dell'incendio nel 1944, disponeva di 50 registri su tre manuali e pedale.
Nel 1962, all'interno della luce della finestra più vicina all'abside dell'ordine inferiore della parete destra, fu installato un organo appositamente costruito dall'organaro berlinese Karl Schuke (opus 116). Lo strumento, tuttora in loco, è a trasmissione mista: meccanica per le tastiere e il pedale, elettrica per i registri. Ha 30 registri e la sua consolle dispone di due tastiere di 58 note ciascuna ed una pedaliera di 30, ed è a finestra. Sette anni dopo la ditta neerlandese Van Vulpen realizzò un organo a 13 registri su due manuali e pedale per la sala Caspar-Olevian.
Nel 2014 è stato inaugurato il nuovo organo maggiore, articolato in tre corpi sospesi a ridosso della parete di controfacciata, opus 664 della ditta Eule, con cassa in stile contemporaneo progettata dagli architetti Auer & Weber. Lo strumento è stato concepito in modo tale che il primo manuale (Hauptwerk) sia ispirato agli organi barocchi e tardobarocchi tedeschi, il secondo (Positiv) a quelli tedeschi di epoca romantica, il terzo (Récit) ai coevi francesi e il quarto (Orchestral e Solo) a quelli inglesi. La trasmissione è mista: meccanica pura per le prime tre tastiere, meccanica con leva Barker per le restanti due e il pedale, elettrica per i registri; le consolle sono due, l'una a finestra al centro della parete anteriore del corpo mediano, l'altra mobile indipendente a pavimento. I registri sono 87, per un totale di 6006 canne.
Nel 2018 è stato acquistato un organo positivo a cassapanca della ditta Klop, risalente al 1995.